# 1903 a sportban
1903 a sportban az 1903-as év fontosabb sporteseményeit tartalmazza az alábbiak szerint:

## Események
- Megrendezik az első Tour de France-t.
- Az első nemzetközi teniszbajnokság Budapesten. A Arthur Battishill Yolland kezdeményezésére, a Magyar AC (Magyar Atlétikai Club) által kiírt versenyen férfi egyesben a győzelmet a későbbi olimpiai bajnok brit Josiah Ritchie szerezte meg.
- Harmadik alkalommal rendezik a magyar gyorskorcsolya bajnokságot, melynek férfi nagytávú összetett versenyét Manno Miltiades nyeri 5 helyezési ponttal.[1]
- Az FTC nyeri az a magyar labdarúgó-bajnokságot. Ez a klub első bajnoki címe.

Lásd még: 1903-ban alapított labdarúgóklubok listája

## Születések
| Születés       | Név                | Nemzetiség, sportág, eredmények                                                                 | Halálozás |
| -------------- | ------------------ | ----------------------------------------------------------------------------------------------- | --------- |
| ?              | Santiago Benítez   | paraguayi válogatott labdarúgó                                                                  | ?         |
| ?              | Raoul Couvert      | Európa-bajnok francia válogatott jégkorongozó, olimpikon                                        | ?         |
| január 7.      | Hooley Smith       | olimpiai bajnok és Stanley-kupa győztes kanadai jégkorongozó, Hockey Hall of Fame-tag           | 1963      |
| február 12.    | Ströck Albert      | román és magyar válogatott labdarúgó, csatár                                                    | 1971      |
| március 7.     | Wolfgang Dorasil   | Európa-bajnok német nemzetiségű csehszlovák jégkorongozó, olimpikon                             | 1964      |
| március 21.    | Julius Eisenecker  | olimpiai és világbajnoki bronzérmes német tőr- és kardvívó                                      | 1981      |
| március 30.    | Vincent Richards   | olimpiai bajnok amerikai teniszező                                                              | 1959      |
| május 1.       | Ivády Sándor       | olimpiai bajnok magyar vízilabdázó                                                              | 1998      |
| május 3.       | Ferdinand Adams    | belga válogatott labdarúgó                                                                      | 1998      |
| május 19.      | Edward Dagnioni    | világbajnoki ezüstérmes amerikai jégkorongozó                                                   | ?         |
| május 20.      | Johann Horvath     | osztrák labdarúgócsatár                                                                         | 1968      |
| május 21.      | Ruprich László     | magyar labdarúgó                                                                                | 1974      |
| június 14.     | Steiner Lajos      | magyar-ausztrál sakkmester, sakkolimpiai bajnok, kétszeres magyar és négyszeres ausztrál bajnok | 1975      |
| június 18.     | George Garbutt     | olimpiai és világbajnok bajnok kanadai jégkorongozó                                             | 1967      |
| április 22.    | Daphne Akhurst     | ausztrál teniszező                                                                              | 1933      |
| augusztus 2.   | Friedrich Wurmböck | olimpiai ezüstérmes osztrák kézilabdázó                                                         | 1987      |
| augusztus 27.  | Keserű Ferenc      | olimpiai bajnok magyar vízilabdázó                                                              | 1968      |
| szeptember 1.  | Gérard Delbeke     | belga válogatott labdarúgó                                                                      | 1977      |
| szeptember 23. | José Miracca       | paraguayi válogatott labdarúgó                                                                  | ?         |
| október 1.     | Charlie Booth      | ausztrál atléta                                                                                 | 2008      |
| október 1.     | Pierre Veyron      | Le Mans-i 24 órás autóverseny győztes francia autóversenyző                                     | 1970      |
| október 2.     | Maszlay Lajos      | olimpiai bronzérmes, világbajnok magyar vívó                                                    | 1979      |
| november 2.    | Albert Hassler     | francia gyorskorcsolyázó, Európa-bajnok jégkorongozó, olimpikon                                 | 1994      |
| november 3.    | Charles Rigoulot   | olimpiai bajnok francia súlyemelő, autóversenyző, színész                                       | 1962      |
| december 20.   | Domingo Tarasconi  | Copa América bajnok és olimpiai ezüstérmes argentin válogatott labdarúgó                        | 1991      |

## Halálozások
| Halálozás     | Név                 | Nemzetiség, sportág, eredmények            | Születés |
| ------------- | ------------------- | ------------------------------------------ | -------- |
| ?             | Miltiádisz Gúszkosz | olimpiai ezüstérmes görög súlylökő         | 1877     |
| március 19.   | Theodor Schöffler   | német labdarúgó, sportvezető, atléta, edző | 1877     |
| június 22.    | Fatty Briody        | amerikai baseballjátékos                   | 1858     |
| augusztus 21. | Andy Leonard        | amerikai baseballjátékos                   | 1846     |
| október 30.   | Pete Conway         | amerikai baseballjátékos                   | 1866     |